# Dolichogenidea uru
Dolichogenidea uru (лат.) — вид мелких паразитических наездников из подсемейства Microgastrinae (Braconidae). Эндемики острова Реюньон (Афротропика).

## Описание
Мелкие бракониды (тело самок 2,4 мм; усики 2 мм; передние крылья от 2,7 до 3 мм). Мезоплеврон блестящий. Основная окраска чёрная, жвалы и клипеус желтовато-красные, ноги — желтовато-коричневые.
Мезоскутум обычно блестящий с отдельными разделёнными пунктурами (которые иногда отсутствуют полностью). Передние крылья с открытым ареолетом (r-m отсутствует). Эндопаразитоиды чешуекрылых. Вид был впервые описан в 2013 году южно-африканским гименоптерологом Паскалем Руссе (Pascal Rousse, Iziko South African Museum, Natural History Department, Кейптаун, ЮАР) и энтомологом Анкитой Гуптой (Ankita Gupta, National Bureau of Agriculturally Important Insects, Бангалор, штат Карнатака, Индия) по материалам из Реюньона. Видовое название дано по признаку широкой ареолы проподеума от слова «uru», которое на санскрите означает «широкий».